# Казахстан на летних Паралимпийских играх 2012
Казахстан на летних Паралимпийских играх 2012 был представлен семью спортсменами в трёх видах спорта: легкой атлетике, пауэрлифтинге и плавании. По итогам Игр казахстанские спортсмены не смогли завоевать олимпийские медали.

### 

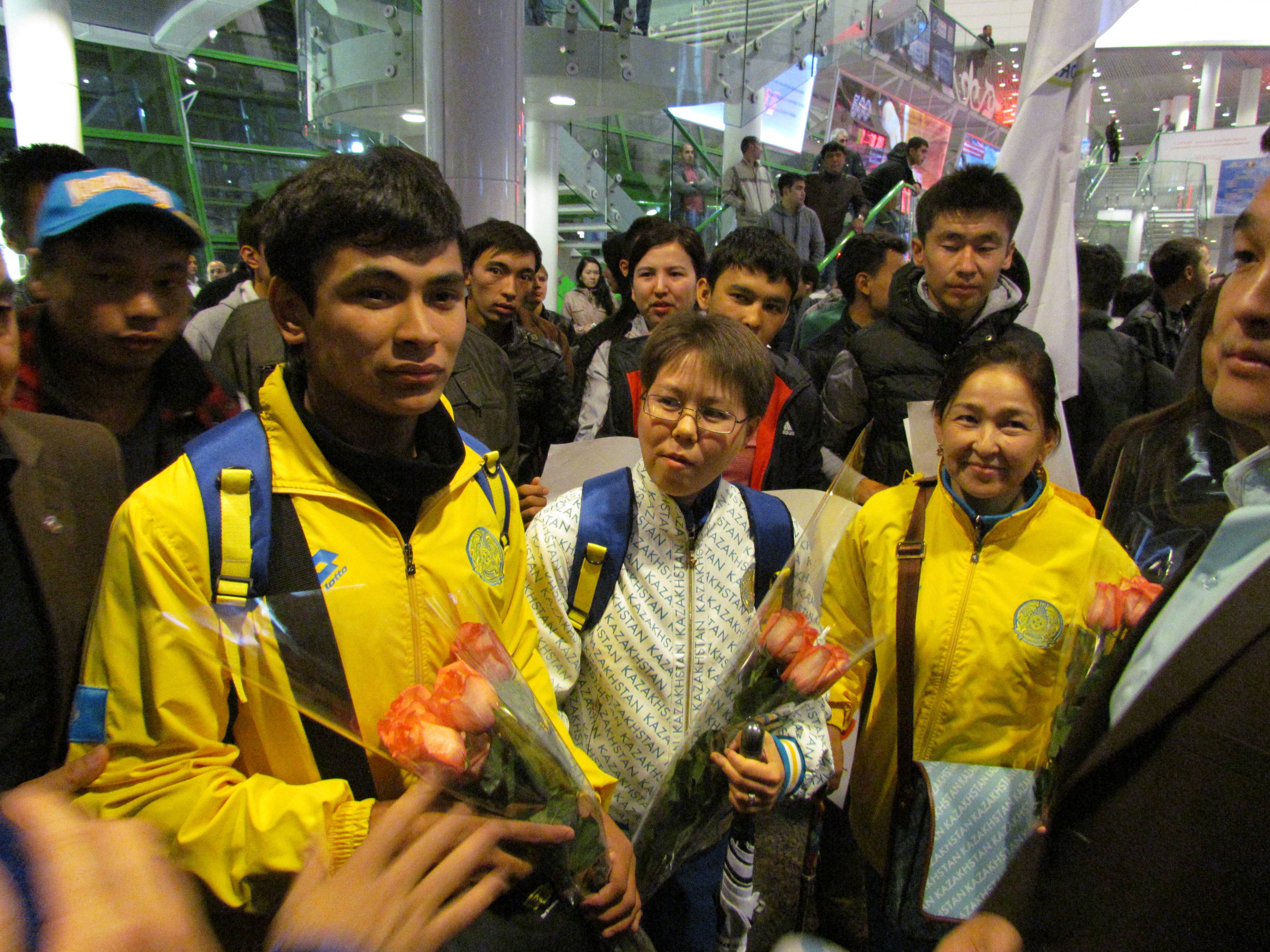
Встреча паралимпийцев Айбека Абжана и Кабиры Аскаровой в аэропорту Астаны. 7 сентября 2012 года.

## Результаты выступлений

### Лёгкая атлетика
| Спортсмен         | Дисциплина                             | Отбор     | Отбор | Финал     | Финал     |
| Спортсмен         | Дисциплина                             | Результат | Место | Результат | Место     |
| ----------------- | -------------------------------------- | --------- | ----- | --------- | --------- |
| Сергей Харламов   | Мужчины, 100 м, категория T36          | 13.92     | 6     | Не прошёл | Не прошёл |
| Сергей Харламов   | Мужчины, прыжок в длину, категория F36 |           |       | 4.68      | 8         |
| Ислам Салимов     | Мужчины, 400 м, категория T13          | 54.14     | 6     | Не прошёл | Не прошёл |
| Ислам Салимов     | Мужчины, прыжок в длину, категория F13 |           |       | 5.64      | 12        |
| Айнур Байдулдаева | Женщины, 100 м, категория T36          | 16.70     | 6     | Не прошла | Не прошла |
| Айнур Байдулдаева | Женщины, 200 м, категория T36          | 35.95     | 5     | Не прошла | Не прошла |

### Пауэрлифтинг
| Спортсмен       | Дисциплина        | Результат, кг | Место |
| --------------- | ----------------- | ------------- | ----- |
| Айбек Абжан     | Мужчины, до 60 кг | 120           | 9     |
| Кабира Аскарова | Женщины, до 44 кг | 65            | 7     |

### Плавание
| Спортсмен           | Дисциплина                                  | Отбор   | Отбор | Финал     | Финал     |
| Спортсмен           | Дисциплина                                  | Время   | Место | Время     | Место     |
| ------------------- | ------------------------------------------- | ------- | ----- | --------- | --------- |
| Ануар Ахметов       | Мужчины, 50 м вольным стилем, категория S12 | 26.90   | 12    | Не прошёл | Не прошёл |
| Ануар Ахметов       | Мужчины, 100 м на спине, категория S12      | 1:13.43 | 11    | Не прошёл | Не прошёл |
| Ануар Ахметов       | Мужчины, 100 м брассом, категория S12       | 1:15.09 | 12    | Не прошёл | Не прошёл |
| Ануар Ахметов       | Мужчины, 100 м баттерфляем, категория SB12  | 1:15.89 | 16    | Не прошёл | Не прошёл |
| Зульфия Габидуллина | Женщины, 50 м на спине, категория S4        | 1:10.12 | 12    | Не прошла | Не прошла |